# Salvesen Range
Die Salvesen Range ist ein felsiger Gebirgszug am südöstlichen Ende von Südgeorgien. Sie erstreckt sich über eine Länge von 29 km ausgehend vom Ross-Pass in südöstlicher Richtung. Höchster Berg ist mit 2330 m der Mount Carse.
Bereits in frühen Landkarten Südgeorgiens verzeichnet, erfolgte die erste Vermessung des Gebirgszugs erst zwischen 1951 und 1952 durch den South Georgia Survey. Namensgeber ist Harold Salvesen (1897–1970), Direktor des von Christian Salvesen im schottischen Leith gegründeten Walfangunternehmens Salvesen & Co., der die Arbeiten des Survey von 1951 bis 1952 und von 1953 bis 1954 unterstützte.